# Bianchi
 For alternative betydninger, se Bianchi (flertydig). (Se også artikler, som begynder med Bianchi)
Bianchi er en italiensk cykelproducent, grundlagt i Milano i 1885. Siden maj 1997 har Bianchi været ejet af svenske Cycleurope, som igen er ejet af Grimaldi Industri.